# Argos Panoptes

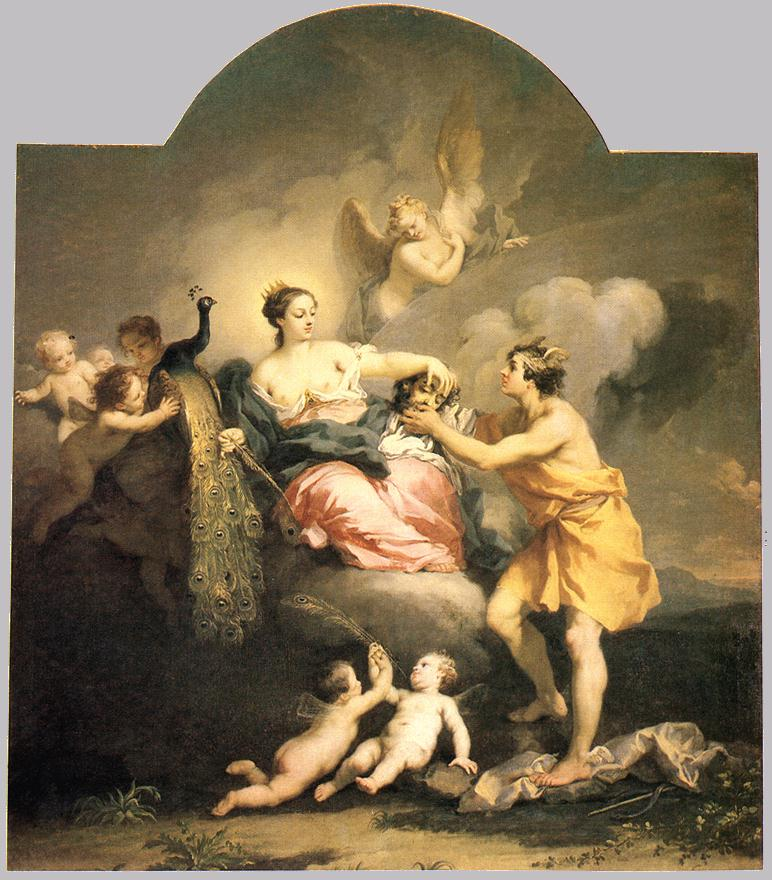
Jacopo Amigoni: Juno recibiendo la cabeza de Argos.

En la mitología griega, Argos Panoptes (Ἄργος Πανόπτης / Árgos Panóptēs: «Argos que todo lo ve» o «Argos de todos los ojos») era un gigante con cien ojos, que servía como pastor y guardián de la vaca Ío.
Sobre la genealogía de Argos Panoptes hay varias versiones, que lo hacen hijo de Agénor, de la estirpe de Argos. Hesíodo dice que nació de Micene y Arestor, pero otros más lo imaginan como engendrado por la propia Tierra. Otros autores llaman consanguíneos a Argos e Ío; y le atribuyen la paternidad de Yaso, rey de Argos, con la ninfa Ismene, la hija de Asopo. En esta versión Argos sería por lo tanto el abuelo de Ío. Apolodoro nos resume las diferentes filiaciones de Argos:

Hera pidió la vaca a Zeus y le puso como guardián a Argos Panoptes, quien según Ferecides era hijo de Aréstor -aun cuando Asclepiades dice que era hijo de Ínaco, y Cercope que de Argos e Ismene, hija de Asopo; Acusilao lo tiene por autóctono.
Apolodoro: Biblioteca mitológica II 1, 3

Su epíteto Panoptes «que todo lo ve», hace alusión a su forma monstruosa, «pues tenía ojos por todo el cuerpo». Era un guardián muy efectivo, pues sólo algunos de sus ojos dormían en cada momento, habiendo siempre varios otros aún despiertos. En otros contextos Panoptes también puede ser un epíteto propio de Helios, e incluso Higino alega que a Argos le brillaban todos sus ojos.

Y le puso por guardián a Argo, violento y grande, que miraba por aquí y por allá con cuatro ojos; la diosa (Hera) le había infundido fuerza incansable, el sueño no caía en sus párpados y mantenía sin cesar una guardia continua.
HESÍODO: Egimio, fr. 264

Argos era ante todo un fiel servidor de Hera. Su gran servicio al panteón olímpico fue matar al monstruo ctónico con cola de serpiente, Equidna, cuando ésta dormía en su cueva. Apolodoro nos resume sus peripecias como uno de los héroes primitivos argivos de la estirpe de los Foroneidas:

Dotado de extraordinaria fuerza, mató al toro que asolaba Arcadia y se vistió con su piel; asimismo, enfrentándose a un sátiro que causaba daños a los arcadios y robaba los ganados, lo mató. Se dice que también dio muerte a Equidna, hija de Tártaro y Gea que raptaba a los caminantes, sorprendiéndola dormida; vengó además el asesinato de Apis, matando a los culpables.
Apolodoro: Biblioteca mitológica II 1, 2

El último trabajo de Argos para Hera fue guardar una ternera blanca de Zeus: «ata esta vaca con cuidado a un olivo en Nemea», le ordenó. A su vez Zeus había encargado a Hermes que la robara, pero éste, como al delatarlo una tal Hiérace no pudo hacerlo a escondidas, mató a Argos de una pedrada, por lo que recibió el sobrenombre de Argifonte, «matador de Argos». Fue entonces como Hera, irritada, envió un tábano en persecución de la vaca. Hera sabía que la ternera era en realidad Ío, una de las muchas ninfas con las que Zeus se estaba apareando para establecer el nuevo orden. Hermes lo logró disfrazándose de pastor y haciendo que todos los ojos de Argos cayesen dormidos con el sonido de su flauta de cañas y con historias. Luego lo decapitó con una espada en forma de media luna. Para conmemorar a su fiel guardián, Hera hizo que los cien ojos de Argos fuesen preservados para siempre en las colas de los pavos reales.